# Frankrike i olympiska sommarspelen 1980
Frankrike deltog i de olympiska sommarspelen 1980 med en trupp bestående av 121 deltagare, 98 män och 23 kvinnor, vilka deltog i 85 tävlingar i 13 sporter. Landet deltog inte i den av USA ledda bojkotten mot spelen, men visade sitt stöd genom att tävla under den olympiska flaggan istället för den egna flaggan. Frankrike slutade på åttonde plats i medaljligan, med sex guldmedaljer och 14 medaljer totalt.

## Medaljer

### Guld
- Pascale Trinquet - Fäktning, Damernas florett
- Isabelle Begard, Veronique Brouquier, Brigitte Latrille-Gaudin, Christine Muzio, Pascale Trinquet  - Fäktning, Damernas lagtävling i florett
- Philippe Bonin, Bruno Boscherie, Didier Flament, Pascal Jolyot, Frédéric Pietruszka  - Fäktning, Herrarnas lagtävling i florett
- Philippe Boisse, Philippe Riboud, Patrick Picot, Hubert Gardas, Michel Salesse  - Fäktning, Herrarnas lagtävling i värja
- Thierry Rey - Judo, Extra lättvikt
- Angelo Parisi - Judo, Tungvikt

### Silver
- Alain Bondue - Cykling, Herrarnas förföljelse
- Yavé Cahard - Cykling, Herrarnas sprint
- Pascal Jolyot - Fäktning, Herrarnas florett
- Angelo Parisi - Judo, Öppen klass
- Alain Lebas - Kanot, Herrarnas K-1 1000 meter

### Brons
- Antoine Richard, Pascal Barré, Patrick Barré, Hermann Panzo - Friidrott, Herrarnas 4 x 100 meter stafett
- Philippe Riboud - Fäktning, Värja
- Bernard Tchoullouyan - Judo, Halv mellanvikt

## Boxning
Bantamvikt
- Ali Ben Maghenia
  - Första omgången — Bye
  - Andra omgången — Walk-over
  - Tredje omgången — Förlorade mot John Siryakibbe (Uganda)

Fjädervikt
- Daniel Londas
  - Första omgången – Bye
  - Andra omgången – Förlorade mot Viktor Rybakov (Sovjetunionen)

## Brottning
Herrarnas grekisk-romersk
| Idrottare           | Gren  | Omgång 1                                   | Omgång 2                                      | Omgång 3                                     | Omgång 4             | Omgång 5             | Sista omgången       |
| Idrottare           | Gren  | Motståndare Resultat                       | Motståndare Resultat                          | Motståndare Resultat                         | Motståndare Resultat | Motståndare Resultat | Motståndare Resultat |
| ------------------- | ----- | ------------------------------------------ | --------------------------------------------- | -------------------------------------------- | -------------------- | -------------------- | -------------------- |
| Lionel Lacaze       | 68 kg | Ferenc Caba (YUG) Förlust genom passivitet | Khaled El-Khaled (SYR) Vinst genom passivitet | Ivan Atanasov (BUL) Förlust genom passivitet | Gick inte vidare     | Gick inte vidare     | Gick inte vidare     |
| Christophe Andanson | 90 kg | bye                                        | Keijo Manni (FIN) 9-15                        | José Poll (CUB) 1-9                          | Gick inte vidare     | Gick inte vidare     | Gick inte vidare     |

Herrarnas fristil
| Idrottare           | Gren  | Omgång 1                                     | Omgång 2               | Omgång 3                           | Omgång 4                     | Omgång 5             | Sista omgången       |
| Idrottare           | Gren  | Motståndare Resultat                         | Motståndare Resultat   | Motståndare Resultat               | Motståndare Resultat         | Motståndare Resultat | Motståndare Resultat |
| ------------------- | ----- | -------------------------------------------- | ---------------------- | ---------------------------------- | ---------------------------- | -------------------- | -------------------- |
| Christophe Andanson | 90 kg | Safaa Ali Ne'ma (IRQ) Vinst genom passivitet | Uwe Neupert (GDR) 5-14 | Amadou Diop (SEN) Vinst genom fall | Aleksander Cichon (POL) 1-12 | Gick inte vidare     | Gick inte vidare     |

## Cykling
Herrarnas linjelopp
- Christian Faure (8:e plats)
- Marc Madiot (9:e plats)
- Francis Castaing (30:e plats)
- Régis Clère (43:e plats)

Herrarnas sprint
- Yavé Cahard ( Silver)

Herrarnas tempolopp
- Yavé Cahard (5:e plats)

Herrarnas förföljelse
- Alain Bondue ( Silver)

Herrarnas lagförföljelse
- Alain Bondue (5:e plats)
- Philippe Chevalier (5:e plats)
- Pascal Poisson (5:e plats)
- Jean-Marc Rebière (5:e plats)

## Friidrott
Herrar
Herrarnas 100 meter
- Hermann Panzo
  - Heat — 10,53
  - Kvartsfinal — 10,29
  - Semifinal — 10,45
  - Final — 10,49 (8:e plats)

- Antoine Richard
  - Heat — 10,51
  - Kvartsfinal — 10,45 (gick inte vidare)

Herrarnas 200 meter
- Joseph Arame
  - Heat — 21,24
  - Kvartsfinal — 20,95
  - Semifinal — 21,05 (gick inte vidare)

- Bernard Petitbois
  - Heat — 21,16
  - Kvartsfinal — 21,32 (gick inte vidare)

Herrarnas 400 meter
- Didier Dubois
  - Heat — 47,57
  - Kvartsfinal — 46,60
  - Semifinal — 46,72 (gick inte vidare)

- Francis Demarthon
  - Heat — 47,43
  - Kvartsfinal — 46,38 (gick inte vidare)

Herrarnas 800 meter
- José Marajo
  - Heat — 1:49,6
  - Semifinal — 1:47,22
  - Final — 1:47,26 (7:e plats)

- Roger Milhau
  - Heat — 1:48,46
  - Semifinal — 1:48,05 (gick inte vidare)

- Philippe Dupont
  - Heat — 1:49,53
  - Semifinal — 1:49,67 (gick inte vidare)

Herrarnas 1 500 meter
- José Marajo
  - Heat — 3:43,85
  - Semifinal — 3:39,56
  - Final — 3:41,48 (7:e plats)

- Alex Gonzalez
  - Heat — 3:44,42
  - Semifinal — 3:44,64 (gick inte vidare)

Herrarnas maraton
- Jean-Michel Charbonnel

Herrarnas 4 x 100 meter stafett
- Antoine Richard
- Pascal Barré
- Patrick Barré
- Hermann Panzo
  - Försöksheat — 39,01
  - Final — 38,53 ( Brons)

Herrarnas 4 x 400 meter stafett
- Jacques Fellice
- Robert Froissart
- Didier Dubois
- Francis Demarthon
  - Försöksheat — 3:05,4
  - Final — 3:04,8 (4:e plats)

Herrarnas längdhopp
- Philippe Deroche
  - Kval — 7,90m
  - Final — 7,77m (10:e plats)

Herrarnas tresteg
- Christian Valétudie
  - Kval — 16,43m
  - Final — inget resultat (ingen placering)

Herrarnas höjdhopp
- Francis Agbo
  - Kval — 2,18m (gick inte vidare)

Herrarnas stavhopp
- Philippe Houvion
  - Kval — 5,35m
  - Final — 5,65m (4:e plats)

- Jean-Michel Bellot
  - Kval — 5,40m
  - Final — 5,60m (5:e plats)

- Thierry Vigneron
  - Kval — 5,40m
  - Final — 5,45m (7:e plats)

Herrarnas 50 kilometer gång
- Gérard Lelièvre
  - Final — DNF (ingen placering)

Damer
Damernas 100 meter
- Chantal Réga
  - Heat — 11,53
  - Kvartsfinal — 11,40
  - Semifinal — 11,36
  - Final — 11,32 (7:e plats)

- Emma Sulter
  - Heat — 11,56
  - Kvartsfinal — 11,48
  - Semifinal — 11,63 (gick inte vidare)

- Laureen Beckles
  - Heat — 11,59
  - Kvartsfinal — 11,54
  - Semifinal — 11,70 (gick inte vidare)

Damernas 200 meter
- Chantal Réga
  - Heat — 23,49
  - Kvartsfinal — 23,29
  - Semifinal — 22,87 (gick inte vidare)

- Raymonde Naigre
  - Heat — 23,50
  - Kvartsfinal — 23,10
  - Semifinal — 23,18 (gick inte vidare)

Damernas 400 meter
- Sophie Malbranque
  - Heat — 53,46 (gick inte vidare)

Damernas 100 meter häck
- Laurence Elloy-Machabey
  - Heat — 13,60
  - Semifinal — 13,33 (gick inte vidare)

- Laurence Lebeau
  - Heat — 13,18
  - Semifinal — 13,54 (gick inte vidare)

Damernas 4 x 100 meter stafett
- Véronique Grandrieux
- Chantal Réga
- Raymonde Naigre
- Emma Sulter
  - Final — 42,84 (5:e plats)

Damernas femkamp
- Florence Picaut
  - Slutligt resultat — 4424 poäng (9:e plats)

## Fäktning
Herrarnas florett
- Pascal Jolyot ( Silver)
- Frédéric Pietruszka (8:e plats)
- Didier Flament (23:e plats)

Herrarnas florett, lag
- Frédéric Pietruszka, Pascal Jolyot, Didier Flament, Philippe Bonnin, Bruno Boscherie ( Silver)

Herrarnas värja
- Philippe Riboud ( Brons)
- Philippe Boisse (9:e plats)
- Patrick Picot (20:e plats)

Herrarnas värja, lag
- Philippe Boisse, Hubert Gardas, Patrick Picot, Philippe Riboud, Michel Salesse ( Guld)

Herrarnas sabel
- Jean-François Lamour (21:a plats)

Damernas florett
- Pascale Trinquet ( Guld)
- Brigitte Latrille-Gaudin (5:e plats)
- Véronique Brouquier (13:e plats)

Damernas florett, lag
- Pascale Trinquet, Brigitte Latrille-Gaudin, Christine Muzio, Isabelle Begard, Véronique Brouquier ( Guld)

## Judo
Herrarnas -60 kg
- Thierry Rey ( Guld)

Herrarnas 65 kg
- Yves Delvingt (5:e plats)

Herrarnas 71 kg
- Christian Dyot (5:e plats)

Herrarnas 78 kg
- Bernard Tchoullouyan ( Brons)

Herrarnas 86 kg
- Michel Sanchis (19:e plats)

Herrarnas 95 kg
- Jean-Luc Rougé (7:e plats)

Herrarnas +95 kg
- Angelo Parisi ( Guld)

Herrarnas öppna klass
- Angelo Parisi ( Silver)

## Simhopp
Damernas 3 m
- Isabelle Arène
  - Slutligt resultat — 345,060 poäng (24:e plats)

## Tyngdlyftning
Fyra tyngdlyftare i tre viktklasser tävlade för Frankrike i sommarspelen 1980.
| Tävlande             | Viktklass | Ryck  | Stöt | Total | Placering |
| -------------------- | --------- | ----- | ---- | ----- | --------- |
| Bruno Lebrun         | 56 kg     | 105   | 0    | 0     | DNF       |
| Jean-Claude Chavigny | 60 kg     | 115   | 140  | 255   | 9         |
| Daniel Senet         | 67,5 kg   | 147,5 | 175  | 322,5 | 4         |
| Nicolas Lasorsa      | 67,5 kg   | 125   | 155  | 280   | 12        |